# Perispírito
O perispírito, segundo a Doutrina Espírita, é o elemento intermediário entre corpo e espírito.

## Origem do termo
O termo perispírito foi cunhado por Allan Kardec, e encontra seu primeiro uso no item VI da Introdução de O Livro dos Espíritos:
"O laço ou perispírito, que une o corpo e o Espírito, é uma espécie de envoltório semimaterial. A morte é a destruição do envoltório mais grosseiro. O Espírito conserva o segundo, que constitui para ele um corpo etéreo, invisível para nós no estado normal , mas que pode se tornar acidentalmente visível e mesmo tangível, como sucede nas aparições."
Mais adiante, a partir do item 93 de O Livro dos Espíritos, Kardec desenvolve mais o conceito de perispírito: 
O Espírito, propriamente dito, nenhuma cobertura tem, ou, como pretendem alguns, está sempre envolto numa substância qualquer?
“Envolve-o uma substância, vaporosa para os teus olhos, mas ainda bastante grosseira para nós; assaz vaporosa, entretanto, para poder elevar-se na atmosfera e transportar-se aonde queira.”
Segue-se a esse trecho o seguinte comentário de Kardec: "Envolvendo o gérmen de um fruto, há o perisperma; do mesmo modo, uma substância que, por comparação, se pode chamar perispírito, serve de envoltório ao Espírito propriamente dito".
A partir daí Kardec se ocupou de buscar fundamentação para essa hipótese, estudando as propriedades daquilo que à época recebia o nome de "fluidos" (eletricidade, magnetismo, calor), e ampliando a pesquisa para o que chamou de "fluidos psíquicos" ou "espirituais". Concluiu que o perispírito seria um corpo fluídico que envolve o espírito na condição de ente "semimaterial". Mais "grosseiro" que o espírito e mais "sutil" que o corpo,  seria o responsável, entre outras funções, pela transmissão da vontade daquele para este e das sensações do corpo para o espírito. Seria constituído a partir de modificações particulares do "Fluido Cósmico Universal", que Kardec defendia ser a matéria primordial de que se compõe o universo.

## Outras concepções
Conservando a nomenclatura original, muitos adeptos da Doutrina Espírita definem hoje o perispírito como um "corpo" dotado de "centros de força", adotando para estes praticamente as mesmas definições que a Teosofia e outras doutrinas baseadas nos ensinamentos orientais para o Corpo Astral e os Chakras.
O perispírito teria, assim, a função de "modelar" o corpo físico (chamado de soma), de forma que cada centro de força corresponderia a uma glândula e estaria intimamente ligado ao sistema nervoso, através do qual conduziria ao corpo as deliberações do espírito, e a este transportaria as impressões sensoriais. Desempenharia, também, o importante papel de elo entre o espírito comunicante e o espírito encarnado nos fenômenos mediúnicos.
O conhecimento espírita experimentou avanços no século XX. Seguindo a compreensão de cada época, as obras complementares da doutrina espírita, sobretudo as psicografadas por Chico Xavier, de autoria de André Luiz e Emmanuel, trouxeram novos elementos acerca dos invólucros dos Espíritos.
André Luiz compreende o perispírito como sendo o psicossoma ou corpo espiritual, e afirma que o corpo mental é o envoltório sutil da mente e o duplo etérico seria a duplicata energética que reveste o corpo físico do homem. Em Nos Domínios da Mediunidade, André Luiz escreve: 
“...a princípio seu perispírito ou ‘corpo astral’ estava revestido com os eflúvios vitais que asseguram o equilíbrio entre a alma e o corpo de carne, conhecidos aqueles, em seu conjunto, como sendo o ‘duplo etérico’, formado por emanações neuropsíquicas que pertencem ao campo fisiológico e que, por isso mesmo, não conseguem maior afastamento da organização terrestre, destinando-se à desintegração, tanto quanto ocorre ao instrumento carnal, por ocasião da morte renovadora”.

## Ovoides
Segundo alguns adeptos do espiritismo, sob certas condições, o perispírito poderia sofrer uma deformação que lhe emprestaria um formato ovoide. O processo é conhecido como ovoidização e, ainda segundo os defensores da ideia, estaria ligado a impulsos autodestrutivos.